# Râul Giumalău
Râul Giumalău este un curs de apă, afluent al râului Rusca. 